# Сондерс, Элизабет Хэллоуэлл
Элизабет Хэллоуэлл Сондерс (21 февраля 1861-1910) — американский иллюстратор, специализировавшаяся на ботанике. Она также была автором и фотографом. Самые известные ее работы — это иллюстрации и фотографии, которые она сделала для своих собственных книг и работ своего мужа. Коллекция ее фотографий хранится в библиотеке Хантингтона.

## Ранние годы жизни
Сондерс, урожденная Элизабет Мур Хэллоуэлл, родилась 2 февраля 1861 года в семье Энн Риз и Калеба С. Хэллоуэлл в Алегзандрии, штат Вирджиния. В 1888 году Сондерс изучала искусство у Говарда Пайла в Филадельфии. В том же году Сондерс вместе со своим будущим мужем Чарльзом Фрэнсисом Сондерсом и Генри Тротом сформировала клуб любителей ходьбы. Сондерс была заядлым натуралистом и Чарльз и Генри прозвали ее «ботаником». Они посетили большое количество гостиниц в Филадельфии, кульминацией походов стала совместная книга «Гостиницы и выходы». Автором книги стал Чарльз, а Сондерс и Трот подготовили для нее иллюстрации.
В 1891 году Сондерс была студенткой Пенсильванского музея и Школы промышленного искусства, где ей было присуждено первое место в премии Ричардса за ее портфолио гравюр.

## Карьера
В 1893 году Сондерс работала в Пенсильванском музее и Школе промышленного искусства преподавателем рисования пером и тушью. Она продолжала преподавать там до 1900 года, пока ей не пришлось взять отпуск из-за плохого состояния здоровья.
В течение этого времени Сондерс была членом Plastic Club, художественной организации для женщин, занимающейся продвижением сотрудничества и работ участников. В 1902 году Сондерс разработала экслибрис и эмблему клуба.
Также в 1902 году она вышла замуж за Чарльза, и они провели медовый месяц в Калифорнии и на юго-западе Америки. В 1904 году Чарльз опубликовал свою первую книгу — сборник стихов, посвященный Сондерс с названием «В маковом саду». Сондерс проиллюстрировала эту книгу. В следующем году Сондерс опубликовала книгу иллюстраций «Калифорнийские дикие цветы». Чарльз написал описательный текст к этой работе.
В попытках поправить ухудшающееся здоровье в 1906 году Сондерс и ее супруг переехали в Пасадину. Помимо иллюстраций Сондерс увлекалась фотографией. Многие из ее фотографий использовались для иллюстрации книг Чарльза, в том числе «Индейцы террасных домов» и «Под небом в Калифорнии», которые были опубликованы уже после смерти Сондерс.
Сондерс умерла в Пасадине в 1910 году.